# Stefan Koziński

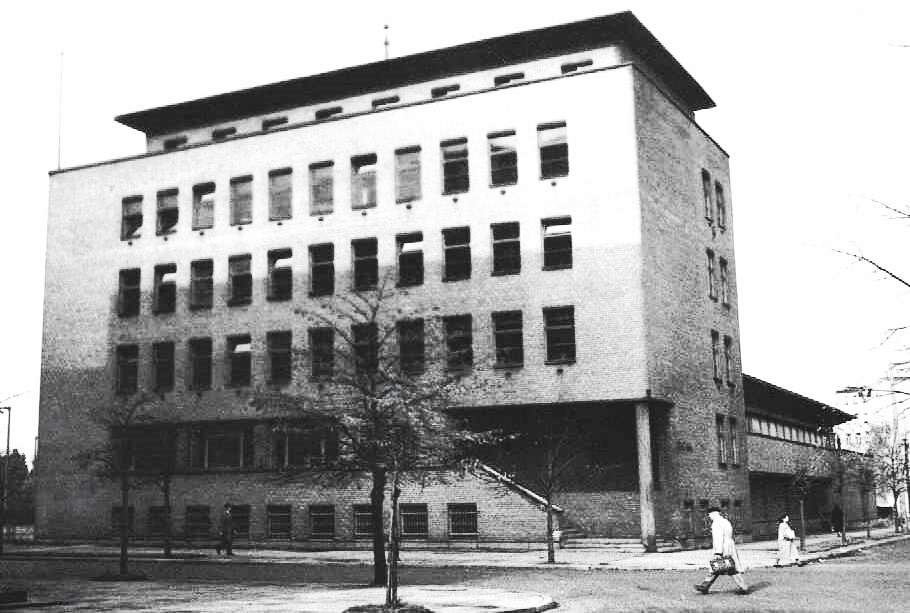
Budynek YMCA w Gdyni, fot. ok. 1952

Stefan Koziński (ur. 27 lipca 1902 w Sosnowcu, zm. 24 stycznia 1976 w Warszawie) – polski architekt, projektant budynków m.in. w Warszawie i Gdyni.

## Życiorys
W 1929 ukończył studia na Wydziale Architektury Politechniki Warszawskiej, gdzie napisał pracę dyplomową Pałac Prezydenta w Alejach Ujazdowskich u Czesława Przybylskiego. Stopień naukowy doktora uzyskał w 1969.
W okresie międzywojennym brał udział w pracach studialno-projektowych Biura Studiów przy Ministerstwie Wyznań Religijnych i Oświecenia Publicznego, wykonując projekty wzorcowe szkół powszechnych i gimnazjum ogólnokształcącego (1931–1935).
Po wybuchu II wojny światowej uczestniczył w kampanii wrześniowej, następnie przebywał na Węgrzech, kontynuując (po okresie internowania) pracę architekta w Budapszcie orzy projektowaniu zakładów przemysłu chemicznego. Tam też założył koło SARP. Po aresztowaniu przez Niemców, w latach 1944–1945 był więźniem Mauthausen-Gusen.
Po wojnie kierował jedną z pracowni urbanistycznych w Biurze Odbudowy Stolicy. W latach 1953–1957 w Komitecie Urbanistyki i Architektury pełnił funkcję urbanisty rejonowego, następnie był zatrudniony w Instytucie Urbanistyki i Architektury (1957–1973). Pracował przy rekonstrukcji Zamku Królewskiego w Warszawie.
Zaprojektował m.in. budynek ambasady Węgier w Warszawie, domy Spółdzielni „Kolektyw” z pracowniami rzeźbiarskimi na Saskiej Kępie, budynek YMCA w Gdyni i Kościół św. Teresy od Dzieciątka Jezus i Męczenników Rzymskich we Włochach.
Wśród wielu prac konkursowych otrzymał m.in. wyróżnienie za projekt Świątyni Opatrzności Bożej w Warszawie, II nagrodę (zespołową) za projekt Stadionu X-lecia w Warszawie.
Pochowany na cmentarzu Powązkowskim w Warszawie (kwatera 284-6-14).

## Ordery i odznaczenia[7]
- Krzyż Kawalerski Orderu Odrodzenia Polski
- Złoty Krzyż Zasługi
- Medal 10-lecia Polski Ludowej (23 maja 1955)[8]
- Złota odznaka „Odbudowa Warszawy”